# 미토가와촌
미토가와촌(三尾川村)은 와카야마현 히가시무로군에 설치되었던 촌이다. 현재의 고자가와정 남서쪽 끝에 해당한다.

## 역사
- 1889년 4월 1일 - 정촌제 시행에 의해 7개 촌의 구역을 가지고 성립하였다.
- 1956년 3월 30일 - 묘진촌, 미토가와촌, 다카이케정, 나나가와촌과 합병해 고자가와정이 성립하여, 동일 미토가와촌은 폐지되었다.

## 참고문헌
- 角川日本地名大辞典 30 和歌山県